# Luigi Pallotti
Luigi Pallotti (* 30. März 1829, Albano Laziale, Latium; † 31. Juli 1890 in Rom) war ein italienischer Kardinal.

## Leben
Pallotti war ein Neffe des Ordensgründers Vincenzo Pallotti. Er wurde am 30. März 1829 in Albano Laziale geboren und erhielt seine Ausbildung am Collegio Romano. Danach war er zunächst Sekretär des Kardinals Karl August von Reisach und übernahm verschiedene diplomatische Missionen, unter anderem 1857 nach Spanien. Später diente er als Sekretär der Kongregation für das Katholische Bildungswesen (1877–1880) und war Studienpräfekt des Päpstlichen Römischen Priesterseminars (1879–1880), bevor er zum Protonotar ernannt wurde.
Im Konsistorium vom 23. Mai 1887 wurde er von Papst Leo XIII. zum Kardinaldiakon ernannt und erhielt die Titeldiakonie Santa Maria ad Martyres zugewiesen. Der Titel blieb nach ihm bis 1901 vakant.
Eine Herzkrankheit führte am 31. Juli 1890 zu seinem Tod. Er wurde in der Kapelle der Pallottiner auf dem Campo Verano beigesetzt.